# 백서이
백서이(1992년 8월 3일 ~ )는 대한민국의 배우이다.

## 학력
- 건국대학교 영화과 (졸업)

## 연기 활동

### 드라마
| 연도 | 방송 | 제목           | 역할          | 비고     |
| ---- | ---- | -------------- | ------------- | -------- |
| 2016 | tvN  | 싸우자 귀신아  | 임서연        |          |
| 2016 | MBC  | 황금주머니     | 금세나        |          |
| 2017 | KBS2 | 황금빛 내 인생 | 윤하정        |          |
| 2018 | POOQ | 넘버 식스      | 조민주        |          |
| 2019 | JTBC | 열여덟의 순간  |               |          |
| 2019 | SBS  | 시크릿 부티크  | 제니장 여비서 |          |
| 2019 | tvN  | 유령을 잡아라  | 마혜진        | 특별출연 |
| 2020 | JTBC | 경우의 수      | 지현          |          |
| 2021 | SBS  | 홍천기         | 명월          |          |

### 영화
- 2016년 《굿바이 싱글》
- 2018년 《그것만이 내 세상》 - 레스토랑 직원 역

### M/V
- 2016년 Glow 9 - Winter Palace
- 2019년 황치열 - 이별을 걷다
- 2019년 황인욱 - 포장마차
- 2019년 황인욱 - 이별주